# Nastja Čeh
Nastja Čeh (Ptuj, 26 de janeiro de 1978) é um futebolista profissional esloveno, meia, milita no Drava Ptuj.

## Carreira
Nastja Čeh começou no modesto Drava Ptuj, clube local em 1995. Com apenas 17 anos foi um dos destaques na segunda divisão eslovena, o que lhe garantiu um contrato com o gigante local NK Maribor.

### NK Maribor
Em 1996, assina com o clube atuou por duas temporadas e foi vendido ao Olimpja de Liubliana, na qual jogou apenas uma temporada retornando ao clube de Maribor. No seu regresso, faz boa campanha o que lhe rende uma venda internacional aos belgas do Club Brugge.

### Club Brugge
No verão de 2001, no clube belga, Ceh logo ganha a titularidade e se torna um motorzinho no meio-campo do "brujas", ganhando logo em seu primeiro ano a Copa da Bélgica.

## Seleção
Médio defensivo de boa técnica, Nastja Ceh, fez parte da geração da primeira Copa do Mundo, da Seleção Eslovena de Futebol de 2002.

## Títulos

### Clubes
Maribor
- Prva liga (2): 1999–2000, 2000–01

Club Brugge
- Jupiler League (2): 2002–03, 2004–05
- Copa da Bélgica (3): 2001–02, 2002–03, 2003–04
- Supercopa da Bélgica (4): 2002, 2003, 2004, 2005

Austria Wien
- Bundesliga (1): 2005–06
- Copa da Áustria (1): 2005–06